# Miss Universo 2023
O Miss Universo 2023 foi a 72ª edição do concurso de beleza Miss Universo. A final aconteceu em 18 de novembro em San Salvador, El Salvador, e ao final do evento R'Bonney Gabriel, dos Estados Unidos, coroou Sheynnis Palacios, da Nicarágua, como sua sucessora.

## Antecedentes

### A sede
Durante os momentos finais do Miss Universo 2022 a Telemundo exibiu um vídeo institucional do governo de El Salvador em que o presidente Nayib Bukele anunciou oficialmente que o país seria a sede do concurso. Ele divulgou o vídeo também em sua conta no Twitter e escreveu: "nos vemos logo".

### Novas regras
Em agosto de 2022, a organização sob a direção da JKN Global Group, anunciou que a partir dessa edição será aceita a participação de mulheres casadas, divorciadas e mães.

### Primeiras mudanças sob a nova gestão
Esta foi a primeira edição do concurso sob o total comando da empresária transexual tailandesa Anne Jakrajutatip, que comprou o concurso em meados de 2022 e o somou ao portfólio de sua holding, o JKN Global Group. Ao assumir o concurso, Jakrajutatip mudou a forma de negociação da Organização Miss Universo (MUO - Miss Universe Organization), implementando um novo modelo, em que a venda das franquias passou a ser feita por leilão, sendo a licença para realizar os concursos nacionais ligados aos Miss Universo vendida para aquele "licitante que pagasse o maior valor financeiro". O novo modelo, no entanto, desagradou alguns franqueados, que decidiram devolver as suas licenças.
Entre os que desisitiram das franquias estavam o diretor do Miss Belize, Romeo Escobar, que explicou:  "recentemente a Organização Miss Universo foi comprada pelo JKN Global Group. Com isso, muitas mudanças foram feitas e a implementação de um novo modelo de negócios começou a funcionar. Isto incluiu uma nova forma de compra ou renovação de nossas licenças, o que não se alinha com a forma como conduzo os meus negócios e não acredito que seja uma forma sustentável de manter uma parceria de longo prazo com os diretores. Por causa disso, decidi me separar do Miss Universo e desistir da franquia". Também foram devolvidas as franquias da Argentina, Camboja, Gana, Maurício e Seychelles, cujos diretores antigos alegaram "incompatibilidade de príncipios". Nas Ilhas Cayman, onde a licença era de responsabilidade do departamento de Turismo, as autoridades também decidiram encerrar a parceria.
Dentro do novo modelo de negócios, Indonésia, Malásia e Vietnã tiveram seus franqueados trocados.

### Estreias, retornos e retiradas
Em 21 de maio, o site oficial do concurso anunciava que os seguintes países estavam com novos franqueados e iriam retornar ao concurso nesta edição: Bangladesh, Egito, Guiana, Hungria, Irlanda, Letônia, Mongólia e Zimbábue. Além disso, o Paquistão deveria enviar uma candidata pela primeira vez, sob a coordenação de Yugen Publishing and Marketing, o mesmo responsável pelo Miss Bahrein. Quanto às retiradas, então Armênia, Belize e Butão não estavam na lista.

### Transmissão televisiva
Após em 2022 o concurso não ter sido transmitido numa grande TV aberta nos Estados Unidos pela primeira vez, no início de agosto de 2023 a MUO anunciou que um novo contrato com o Canal Roku para a transmissão global através de streaming e com a Telemundo para os falantes de espanhol nos Estados Unidos havia sido fechado.

### Escândalo no Miss Indonésia e Miss Malásia
A nova dona da franquia do Miss Indonésia, a celebridade televisiva Poppy Capella (que havia substituído o antigo parceiro Puteri Indonesia), acabou envolvida numa polêmica quando sete candidatas relataram após a final do certame que haviam sofrido abusos durante as provas preliminares dois dias antes da final. Elas relataram que haviam sido obrigadas a tirar as roupas, que teriam sido fotografadas nuas e ao menos uma delas disse ter sido vítima de falas negativas sobre seu corpo. O caso foi parar na polícia, que abriu uma investigação, e o Ministério do Turismo do país, preocupado com a repercusão, proibiu inicialmente a participação da vencedora, Fabienne Nicole, no Miss Universo enquanto as circunstâncias não fosse esclarecidas.
Capella emitiu um comunicado no Instagram, na conta do concurso, negando que soubesse de algo e que não estava presente durante as provas. No entanto, a MUO encerrou a parceria com ela, que também detinha a franquia do Miss Malásia, que acabou temporariamente suspenso. "À luz do que soubemos que aconteceu no Miss Universo Indonésia, tornou-se claro que esta franquia não correspondeu aos padrões e à ética da nossa marca", dizia o comunicado da MUO.
Antes, no dia 7 de agosto, o Miss Universe Indonesia já havia emitido um comunicado negando que a coroa havia sido vendida, após rumores circularem na internet.

### Escândalo noJKN Global Group
Poucos dias antes da final, o JKN Global Group, que havia comprado a MUO pouco mais de um ano antes por 20 milhões de dólares, anunciou que havia entrado com um pedido de recuperação judicial. O assunto repercutiu no mundo todo, ganhando destaque na CNN , Folha de S.Paulo , BBC , The Wall Street Journal , entre outros veículos de comunicação.

### Saída de Paula Shugart
Em 17 de novembro, um dia antes da final, a então presidente Paula Shugart anunciou sua saída do concurso sando seu Instagram. Ela havia sido presidente desde o final dos anos 1990.

## Resultados
| Colocação                | Candidata | País/Território                                                                                              |
| ------------------------ | --- | --- |
| Miss Universo 2023       | Sheynnis Palacios | Nicarágua |
| 2.ª colocada             | Anntonia Porsild | Tailândia |
| 3.ª colocada             | Moraya Wilson | Austrália |
| Finalistas (Top 5):      | Camila Avella Karla Guilfú | Colômbia · Porto Rico                                                                                        |
| Semifinalistas (Top 10): | Isabella García-Manzo Athenea Pérez Michelle Dee Camila Escribens Diana Silva                                                               | El Salvador · Espanha · Filipinas · Peru · Venezuela                                                         |
| Semifinalistas (Top 20): | Bryoni Govender Issie Princesse Celeste Viel Noelia Voigt Shweta Sharda Jordanne Levy Jamella Uiras Jane Garrett Erica Robin Marina Machete | África do Sul · Camarões · Chile · Estados Unidos · Índia · Jamaica · Namíbia · Nepal · Paquistão · Portugal |

### Prêmios Especiais
| Prêmio                      | Candidata     | País/Território |
| --------------------------- | ------------- | --------------- |
| Melhor Traje Típico         | Michelle Dee  | Filipinas       |
| Votação Online              | Michelle Dee  | Filipinas       |
| Prêmio Espírito do Carnaval | Michelle Dee  | Filipinas       |
| Miss Simpatia               | Athenea Pérez | Espanha         |

#### Voice For Change
Na preparação para o concurso principal, os concorrentes competiram no concurso Voice For Change, onde partilharam as suas defesas durante um vídeo de três minutos. A etapa é patrocinado pela marca de joias Mouawad e pela plataforma de comunicação CI Talks, os vencedores do concurso foram determinados por meio de votação online e por um comitê de seleção. As dez finalistas de prata foram anunciadas durante a competição preliminar, enquanto as três vencedoras de ouro foram anunciadas durante a final.
| Colocação          | Candidata | País/Território                                                            |
| ------------------ | --- | -------------------------------------------------------------------------- |
| Vencedoras de Ouro | Ana Coimbra Michelle Dee Karla Guilfú                                                                                      | Angola · Filipinas · Porto Rico                                            |
| Finalistas Prata   | Bryoni Govender Maria Eduarda Brechane Celeste Viel Maya Aboul Hosn Priyanka Annuncia Angelina Usanova Brooke Bruk-Jackson | África do Sul · Brasil · Chile · Líbano · Singapura · Ucrânia · Zimbabwe · |

## Concurso

### Formato
A Organização Miss Universo introduziu diversas mudanças específicas no formato desta edição. O número de semifinalistas foi aumentado para vinte — o mesmo número de semifinalistas de 2019. Os resultados da competição preliminar realizada em 15 de novembro de 2023, que consistiu na competição de maiô e traje de gala, e nas entrevistas a portas fechadas, determinaram as primeiras dezenove semifinalistas selecionadas livremente. Além disso, a votação online voltou a ser utilizada nesta edição, com o público votante determinando o vigésimo delegado a avançar para as semifinais. As vinte semifinalistas competiram na competição de maiô e foram reduzidas a dez depois. As dez semifinalistas competiram então no concurso de vestidos de gala, na qual cinco delegadas foram escolhidas para avançar como finalistas. As cinco finalistas competiram nas perguntas da entrevista e foram reduzidas a três. As três finalistas competiram na questão final, após a qual foram anunciadas a Miss Universo 2023 e suas duas vice-campeãs.

### Comitê de seleção
- Halima Aden - modelo somali-americana.[28]
- Mario Bautista - cantor mexicano.[28] (apenas como jurado da final)
- Giselle Blondet - atriz e apresentadora de televisão porto-riquenha.[28][28]
- Janelle Commissiong - Miss Universo 1977 de Trinidad e Tobago.
- Nadia Ferreira - modelo paraguaia, Miss Universo Paraguai 2021 e vice-campeã do Miss Universo 2021.[29] (apenas como jurada da final)
- Avani Gregg - personalidade americana da mídia social.[28] (apenas como jurada da final)
- Carson Kressley - ator, designer e personalidade da televisão americana.[28] (apenas como jurado da final)
- Connie Mariano - médica filipino-americana.[28]
- Iris Mittenaere - Miss Universo 2016 da França.[28]
- Sweta Patel – Vice-presidente de Growth Marketing e Merchandising da Roku.[28] (apenas como jurada da final)
- Denise White - empresária americana e Miss Oregon USA 1994.[28]

## Candidatas
84 candidatas competiram pelo título: 
| País/Território          | Candidata              | Idade | Cidade natal        |
| ------------------------ | ---------------------- | ----- | ------------------- |
| África do Sul            | Bryoni Govender        | 27    | Gauteng             |
| Albânia                  | Endi Demneri           | 24    | Tirana              |
| Alemanha                 | Helena Bleicher        | 24    | Ravensburg          |
| Angola                   | Ana Coimbra            | 23    | Lobito              |
| Argentina                | Yamile Dajud           | 27    | Río Negro           |
| Aruba                    | Karol Croes            | 27    | Oranjestad          |
| Austrália                | Moraya Wilson          | 21    | Melbourne           |
| Bahamas                  | Melissa Ingraham       | 27    | Long Island         |
| Bahrein                  | Lujane Yacoub          | 19    | Hamala              |
| Bélgica                  | Emilie Vansteenkiste   | 21    | Elewijt             |
| Bolívia                  | Estefany Rivero        | 26    | Trinidad            |
| Brasil                   | Maria Eduarda Brechane | 19    | Rio Grande          |
| Bulgária                 | Yuliia Pavlikova       | 30    | Querche             |
| Camarões                 | Issie Princesse        | 22    | Duala               |
| Camboja                  | Sotima John            | 23    | Kampong Cham        |
| Canadá                   | Madison Kvaltin        | 24    | Sudbury             |
| Cazaquistão              | Tomiris Zair           | 19    | Almati              |
| Chile                    | Celeste Viel           | 23    | Santiago            |
| Colômbia                 | Camila Avella          | 28    | Yopal               |
| Coreia do Sul            | Soyun Kim              | 28    | Gyeongsang do Sul   |
| Costa Rica               | Lisbeth Valverde       | 28    | San Ramón           |
| Croácia                  | Andrea Erjavec         | 23    | Perušić             |
| Curaçau                  | Kim Rossen             | 25    | Willemstad          |
| Dinamarca                | Nikoline Uhrenholt     | 21    | Copenhaga           |
| Egito                    | Mohra Tantawy          | 21    | Cairo               |
| El Salvador              | Isabella García-Manzo  | 20    | San Salvador        |
| Equador                  | Delary Stoffers        | 23    | Guaiaquil           |
| Eslováquia               | Kinga Puhová           | 22    | Dunajská Streda     |
| Espanha                  | Athenea Pérez          | 27    | Múrcia              |
| Estados Unidos           | Noelia Voigt           | 24    | Park City           |
| Filipinas                | Michelle Dee           | 28    | Makati              |
| Finlândia                | Paula Joukanen         | 22    | Helsínquia          |
| França                   | Diane Leyre            | 26    | Paris               |
| Grã-Bretanha             | Jessica Page           | 27    | Paris               |
| Grécia                   | Marielia Zaloumi       | 20    | Atenas              |
| Guatemala                | Michelle Cohn          | 28    | Cidade da Guatemala |
| Guiana                   | Lisa Narine            | 26    | Pomeroon–Supenaam   |
| Guiné Equatorial         | Diana Hinestrosa       | 25    | Corisco             |
| Honduras                 | Zuheilyn Clemente      | 22    | Tegucigalpa         |
| Hungria                  | Tünde Blága            | 27    | Hidegség            |
| Ilhas Caimã              | Ileann Powery          | 25    | West Bay            |
| Ilhas Maurícias          | Tatiana Beauharnais    | 23    | Souillac            |
| Ilhas Virgens Britânicas | Ashellica Fahie        | 28    | Tortola             |
| Índia                    | Shweta Sharda          | 24    | Chandigar           |
| Indonésia                | Fabiënne Groeneveld    | 23    | Jacarta             |
| Irlanda                  | Aishah Akorede         | 23    | Leixlip             |
| Islândia                 | Lilja Sif Pétursdóttir | 19    | Reiquiavique        |
| Itália                   | Carmen Panepinto       | 24    | Marcas              |
| Jamaica                  | Jordanne Levy          | 22    | Kingston            |
| Japão                    | Rio Miyazaki           | 20    | Shizuoka            |
| Kosovo                   | Arbesa Rrahmani        | 21    | Ferizaj             |
| Laos                     | Phaimany Lathsabanthao | 28    | Phongsali           |
| Letônia                  | Kate Alexeeva          | 29    | Riga                |
| Líbano                   | Maya Aboul Hosn        | 25    | Btekhnay            |
| Malásia                  | Serena Lee             | 26    | Kuala Lumpur        |
| Malta                    | Ella Portelli          | 22    | St. Julian's        |
| México                   | Melissa Flores         | 25    | San Pedro Cahro     |
| Mongólia                 | Namuunzul Batmagnai    | 24    | Ulã Bator           |
| Myanmar                  | Amara Bo               | 26    | Mandalai            |
| Namíbia                  | Jameela Uiras          | 23    | Vinduque            |
| Nepal                    | Jane Garrett           | 22    | Catmandu            |
| Nicarágua                | Sheynnis Palacios      | 23    | Diriamba            |
| Nigéria                  | Ugochi Ihezue          | 26    | Imo                 |
| Noruega                  | Julie Tollefsen        | 27    | Oslo                |
| Países Baixos            | Rikkie Kollé           | 22    | Hoorn               |
| Panamá                   | Natasha Vargas         | 25    | Las Tablas          |
| Paquistão                | Erica Robin            | 24    | Carachi             |
| Paraguai                 | Elicena Andrada        | 28    | Tobatí              |
| Peru                     | Camila Escribens       | 24    | Lima                |
| Polónia                  | Angelika Jurkowianiec  | 27    | Namysłów            |
| Porto Rico               | Karla Guilfú           | 25    | Patillas            |
| Portugal                 | Marina Machete         | 28    | Palmela             |
| República Dominicana     | Mariana Downing        | 27    | Cotuí               |
| Tchéquia                 | Vanesa Švédová         | 19    | Přerov              |
| Rússia                   | Margarita Golubeva     | 22    | São Petersburgo     |
| Santa Lúcia              | Earlyca Frederick      | 26    | Choiseul            |
| Singapura                | Priyanka Annuncia      | 26    | Singapura           |
| Suíça                    | Lorena Santen          | 26    | Argóvia             |
| Tailândia                | Anntonia Porsild       | 27    | Banguecoque         |
| Trinidad e Tobago        | Faith Gillezeau        | 25    | San Fernando        |
| Ucrânia                  | Angelina Usanova       | 26    | Kiev                |
| Venezuela                | Diana Silva            | 26    | Caracas             |
| Vietname                 | Bùi Quỳnh Hoa          | 25    | Hanói               |
| Zimbabwe                 | Brooke Bruk-Jackson    | 21    | Harare              |